# LOC Waardevolle zorg
LOC Waardevolle zorg is een netwerk in de zorg. 
Het netwerk is ontstaan vanuit een koepel- en belangenorganisatie voor cliëntenraden. Ze vertegenwoordigt patiëntenorganisaties en hun patiënten en cliënten die verblijven in ggz-instellingen of de maatschappelijke opvang, of cliënt zijn van bepaalde vormen van ouderenzorg, thuiszorg, verslavingszorg of cliënt zijn van andere welzijnsinstellingen. Daarnaast stimuleert LOC Waardevolle zorg vernieuwing in de zorg. Dat doet zij onder andere in de beweging Radicale vernieuwing verpleeghuiszorg en Radicale vernieuwing langdurige GGZ. 
LOC vertegenwoordigt ruim 1.000 cliëntenraden die vaak al sinds het midden van de jaren 70, in het kader van de medezeggenschap, binnen de zorginstellingen werken. LOC is op 1 januari 2008 voortgekomen uit een fusie van de Landelijke Organisatie Cliëntenraden (LOC) en de Landelijke Patiënten Raden, Belangenorganisatie cliënten GGZ, (LPR). Ze treedt op als belangenbehartiger voor de raden en de cliënten die ze vertegenwoordigt en voorziet leden en derden van informatie.
Tot 1 april 2019 stond LOC bekend onder de naam LOC Zeggenschap in zorg. De naam is gewijzigd in LOC Waardevolle zorg, omdat deze aansluit bij de visie van LOC. Deze visie is in 2009 opgesteld en is de basis voor alle activiteiten die LOC ontplooit. 